# Старе Козьле
Старе Козьле (пол. Stare Koźle) — село в Польщі, у гміні Берава Кендзежинсько-Козельського повіту Опольського воєводства.
Населення — 836 осіб (2011).

## Демографія
Демографічна структура станом на 31 березня 2011 року:
|          | Загалом | Допрацездатний вік | Працездатний вік | Постпрацездатний вік |
| -------- | ------- | ------------------ | ---------------- | -------------------- |
| Чоловіки | 402     | 63                 | 282              | 57                   |
| Жінки    | 434     | 77                 | 253              | 104                  |
| Разом    | 836     | 140                | 535              | 161                  |